# 岡元次郎
岡元 次郎（おかもと じろう、1965年1月5日 - ）は、日本の俳優、スタントマン、スーツアクター。ジャパンアクションエンタープライズ所属。スタントマンや特撮番組のスーツアクターとしての活躍で知られている。「岡本次郎」は誤記。
宮崎県出身。趣味はブレイクダンス・絵画、特技はパントマイム。

## 略歴
中学・高校時代は陸上部に所属。1984年5月に千葉真一主宰のジャパンアクションクラブ（現：ジャパンアクションエンタープライズ）へ14期生として入団し、1987年に『仮面ライダーBLACK』の主人公・仮面ライダーBLACKのスーツアクターとしてデビューする。それ以降は劇場版『仮面ライダーJ』まで主演ライダーのスーツアクターを担当する。アトラクションショーのアルバイトから始まり、入門からわずか3年での起用だった。その後も映画での主演俳優の吹き替えや特撮作品のスーツアクターをこなし、現在でも舞台やアクション映画などでは素顔で出演している。
2001年の『劇場版 仮面ライダーアギト PROJECT G4』で仮面ライダーG4を演じて以降、平成仮面ライダーシリーズでは『仮面ライダーディケイド』までのほとんどの作品に出演する常連として活躍している。主に4号ライダーやゲストライダーを演じてきたが、2008年の『仮面ライダーキバ』では、2号ライダーであるイクサにキャスティングされた。2009年の『侍戦隊シンケンジャー』以降はスーパー戦隊シリーズでの活動が中心であり、追加戦士やサポートキャラクター、敵幹部まで幅広く演じている。
2010年2月には、JAE所属俳優による音楽ユニット「J-MEN」に参加。1stシングル「限界Revolution」で歌手デビューを果たしている。
副業で、昭和音楽大学の身体表現（殺陣）専門の教員をやっている。

## エピソード
自身の指を立てる構えは、ブルース・リーの影響を受けている。松村文雄からは「女じゃないんだから」と指摘されたが、自身の意思を曲げることはなく、撮影時には常に通していた。
自分が演じるキャラクターの変身前を演じる俳優の細かい癖まで確認して演技するのはスーツアクターの基本であるが、『仮面ライダーBLACK』と『仮面ライダーBLACK RX』で2年間共演し、公私ともに岡元を兄のように慕っていたという倉田てつをによれば、当時の岡元はそれだけではなく、倉田と髪型まで同じにして（＝倉田と視野が同じになる）研究するほどの熱心さだった。2009年の『仮面ライダーディケイド』および同作の劇場版『オールライダー対大ショッカー』では20年ぶりにBLACKおよびRXのスーツアクターを担当した。幼いころから兄と共に『BLACK』を見て育ったという相馬圭祐は、『侍戦隊シンケンジャー』で自分が演じるシンケンゴールド / 梅盛源太の変身後を岡元が演じると知ると、真っ先に兄に電話して自分の変身後をBLACKのスーツアクターが演じることになった旨を報告したという。
JAEの清家利一は同期であり、共演頻度も多い。岡元は清家とは芝居がしやすいと述べており、清家も細かいことは相談せず相手がどう動くかは言わなくてもわかると語っている。
演技にあたっては、演じている間は全身で役になりきっているが、作品が終わって次の役に入ると以前演じた役のことは消えていくという。
撮影で最も危険な目に遭ったこととして、『BLACK』で崖から落ちたことを挙げている。
イクサについては、マネージャーの指示により、体重を2か月で10キログラム落として挑んだ。前作『仮面ライダー電王』の終了前からダイエットを始めたため、終盤ではキンタロスのスーツがぶかぶかになっており、石丸謙二郎から「『筋肉番付』出るの？」と言われたほか、知人から病気を疑われることもあったという。

## 出演
※『JAE NAKED HERO』「LIST OF WORKS 岡元次郎」より

### テレビドラマ
- 恋子の毎日（1986年、TBS）
- セーラー服反逆同盟（1986年、日本テレビ）
- 売春捜査官マイルド（1990年、TBS）
- 太平記（1991年、NHK）
- 火曜サスペンス劇場「湖畔の館殺人事件」（1993年、テレビ朝日）
- 西遊記（1994年、日本テレビ）
- 刑事追う!（1996年、テレビ東京）
- 月曜ドラマスペシャル「ハロー張りネズミ」（1996年、TBS）
- 傷だらけの女（1999年、フジテレビ） - 吹き替え
- 九死に一生スペシャル9 「団地火事」（1999年、日本テレビ） - 向井 役
- 氷の世界 第11話（1999年、フジテレビ）
- セミダブル 第5話（1999年、フジテレビ） - 中井貴一吹き替え
- 独身生活 第4話（1999年、TBS）
- サラリーマン金太郎 第11話（1999年、TBS）
- グッドニュース 第12話（1999年、TBS） - 金融業者 役
- 魔女の条件（1999年、TBS）
- 市原悦子ドラマスペシャル「夫婦ってなに?私は引越屋3破局寸前!危険な熟年恋愛」（2000年、テレビ東京）
- 月曜SP「家庭欄記者・鍋島六郎」（2000年、TBS） - 従業員 役
- 貯まる女 第1話（2000年、テレビ東京） - 川本 役
- 二千年の恋 第11話（2000年、フジテレビ）
- マッハV6 SP「Big」大作戦（2000年、フジテレビ）
- 九死に一生スペシャル13（2001年、日本テレビ）
- 土曜ワイド劇場「タクシードライバーの推理日誌 15」（2001年、テレビ朝日） - 秘書 役
- 狂った果実SP（2002年、TBS） - 北村一輝吹き替え
- ヨイショの男 最終話（2002年、TBS） - 小林稔侍吹き替え
- 下北サンデーズ（2006年、テレビ朝日）
- HERO 特別編（2007年、フジテレビ） - 漁師 役
- 多摩湖畔殺人事件（2007年、テレビ朝日） - SP 役
- 逃亡者 おりん 第18話（2007年、テレビ東京） - 火鬼 役
- 帰ってきた時効警察 第9話（2007年、テレビ朝日） - 鳥山清助 役
- 絶対零度～未然犯罪潜入捜査～（2018年、フジテレビ）
- トクサツガガガ（2019年、NHK総合） - エマージェイソン、ゲンカ将軍、教師（第7話） 役[14]
- ルパンの娘 第7話・第8話（2020年、フジテレビ）
- 大河ドラマ（NHK）
  - 青天を衝け 第38話（2021年） - 喜十郎 役
  - どうする家康（2023年)[15]

### 特撮テレビドラマ
- スーパー戦隊シリーズ（テレビ朝日）
  - 電撃戦隊チェンジマン（1985年 - 1986年） - ヒドラー兵[3][4]、ギョダーイ[3][4] 役
  - 光戦隊マスクマン（1987年 - 1988年）
  - 恐竜戦隊ジュウレンジャー（1992年 - 1993年） - ドラゴンレンジャー[要出典]
  - 忍者戦隊カクレンジャー（1994年 - 1995年）
  - 電磁戦隊メガレンジャー（1997年 - 1998年） - メガブラック[4] 役
  - 星獣戦隊ギンガマン（1998年 - 1999年） - ギンガブルー[1][4]、ギンガリラ[1]、ギンガイオー[1]、ゼイハブ船長[1]、ピエロ （4）[16] 役
  - 救急戦隊ゴーゴーファイブ（1999年 - 2000年） - ビクトリーマーズ[13] 役ほか
  - 百獣戦隊ガオレンジャー（2001年 - 2002年） - ガオブラック[要出典]
  - 忍風戦隊ハリケンジャー（2002年 - 2003年） - 「忍風館」陸忍課研究生、偽ハリケンレッド[17] 役
  - 爆竜戦隊アバレンジャー（2003年 - 2004年） - バーミア兵[13]、アバレブラック（代役）[13] 役
  - 特捜戦隊デカレンジャー（2004年 - 2005年） - デカマスター[18]、イーガロイド[13]、トート星人ブンター（Episode.36）[19]、ゲド星人ウニーガ[20]、名称不明のアリエナイザー、警官（第1話） 役ほか
  - 魔法戦隊マジレンジャー（2005年 - 2006年） - 凱力大将ブランケン[4]、天空勇者マジシャイン[4]、サンジェル[21]、魔法鉄神トラベリオン[要出典]、冥府神ドレイク[22]、冥府神ティターン[23]、冥府伍長ハイゾビル[要出典] 役
  - 轟轟戦隊ボウケンジャー（2006年 - 2007年） - ダイボウケン、スーパーダイボウケン、アルティメットダイボウケン[要出典]、闇のヤイバ[24]、創造王リュウオーン[24]、ヒョウガ、オウガ、ガジャドム[要出典] 役
  - 獣拳戦隊ゲキレンジャー（2007年 - 2008年） - 大地の拳魔マク[13] 役
  - 炎神戦隊ゴーオンジャー（2008年 - 2009年） - 総裏大臣ヨゴシマクリタイン[3]、エンジンオーG9、エンジンオーG12[要出典] 役
  - 侍戦隊シンケンジャー（2009年 - 2010年） - シンケンゴールド[3]、サムライハオー（最終回・代役）[25] 役
  - 天装戦隊ゴセイジャー（2010年 - 2011年） - ゴセイナイト[4][26]、ゴセイグランド[26]、流星のデレプタ[4] 役
  - 海賊戦隊ゴーカイジャー（2011年 - 2012年） - 特務士官バリゾーグ[3][4]、アクドス・ギル[3][4] 役
  - 特命戦隊ゴーバスターズ（2012年 - 2013年） - ゴリサキ・バナナ[27][4] 役
  - 獣電戦隊キョウリュウジャー（2013年 - 2014年） - 賢神トリン[28][29][4]、キョウリュウシルバー[29][4] 役
  - 烈車戦隊トッキュウジャー（2014年 - 2015年） - シュバルツ将軍[4][5][25]、ビルドダイオー[5] 役
  - 手裏剣戦隊ニンニンジャー（2015年 - 2016年） - 蛾眉雷蔵[30][6]、ライオンハオー[31]、牙鬼萬月[32] 役
  - 動物戦隊ジュウオウジャー（2016年 - 2017年） - アザルド[33][7]、アザルドレガシー[7] 役
  - 宇宙戦隊キュウレンジャー（2017年 - 2018年） - チャンプ / オウシブラック[34][8] 役
- 仮面ライダーシリーズ
  - 仮面ライダーBLACK（1987年 - 1988年、TBS） - 仮面ライダーBLACK[3][4][35]、シャドームーン（代役）[4]、剣聖ビルゲニアに操られた青年（第18話、35話）、倉田てつを吹き替え[35] 役
  - 仮面ライダーBLACK RX（1988年 - 1989年、TBS） - 仮面ライダーBLACK RX[4] / ロボライダー / バイオライダー[35]、仮面ライダー1号[36]、チャップ人間体、ダム職員(第29話) 役
  - 仮面ライダークウガ （2000年 - 2001年、テレビ朝日） - 狙撃隊員（第33話） 役
  - 仮面ライダーアギト（2001年 - 2002年、テレビ朝日） - 風のエル[13]、地のエル[13]、アンノウン[37] 役ほか
  - 仮面ライダー龍騎（2002年 - 2003年、テレビ朝日） - 仮面ライダー王蛇[4][38][35]、仮面ライダーオーディン[13][39]、デストワイルダー[40]、シアゴースト[40]、仮面ライダーナイト（トリックベント）[40]、メタルゲラス[41] 役
  - 仮面ライダー555（2003年 - 2004年、テレビ朝日）  - クロコダイルオルフェノク[13]、アークオルフェノク[42]、アルマジロオルフェノク[43]、ソードフィッシュオルフェノク[44]、スタッグビートルオルフェノク[44] 役ほか
  - 仮面ライダー剣（2004年 - 2005年、テレビ朝日） - 仮面ライダーレンゲル[4]、ジャガーアンデッド[45] 役ほか
  - 仮面ライダーカブト（2006年 - 2007年、テレビ朝日） - ワーム[4] 役
  - 仮面ライダー電王（2007年 - 2008年、テレビ朝日） - キンタロス[3][4][35] / 仮面ライダー電王アックスフォーム（第47話、最終話（第49話））、道場主（第9話）[46] 役
  - 仮面ライダーキバ（2008年 - 2009年、テレビ朝日） - 仮面ライダーイクサ[3][4]、仮面ライダーダークキバ[13]、用心棒 役
  - 仮面ライダーディケイド（2009年、テレビ朝日） - 仮面ライダーオーディン[13]、仮面ライダーレンゲル[13]、仮面ライダーリュウガ[4]、仮面ライダー電王 アックスフォーム[47] / キンタロス[4]、仮面ライダーイクサ[4]、仮面ライダーコーカサス[4]、ゼクトルーパー[48]、仮面ライダー王蛇[49]、仮面ライダーBLACK[4]、仮面ライダーBLACK RX[4] 役
  - 仮面ライダーウィザード（2012年 - 2013年、テレビ朝日） - 酔っ払い 役
  - 仮面ライダードライブ（2014年 - 2015年、テレビ朝日） - ハートロイミュード[50] 役
  - 仮面ライダーゴースト（2015年 - 2016年、テレビ朝日）
  - 仮面ライダージオウ（2018年 - 2019年、テレビ朝日） - キンタロス[51]、アナザーディケイド[52] 役
  - 仮面ライダーセイバー（2020年 - 2021年） - 仮面ライダーバスター[53][35] 役
  - 仮面ライダーガヴ（2024年 - ） - デンテ・ストマック[54] 役
- メタルヒーローシリーズ（テレビ朝日）
  - 超人機メタルダー（1987年 - 1988年） - 妹尾洸吹き替え[4]、怪人 役
  - 機動刑事ジバン（1989年 - 1990年） - ジバン[55]
  - 特救指令ソルブレイン（1991年 - 1992年） - ナイトファイヤー（アクション）[4]、真柴敦 役
  - 特捜エクシードラフト（1992年 - 1993年） - 警察官、宝石強盗 役
  - 特捜ロボ ジャンパーソン（1993年 - 1994年） - ビルゴルディ[4]、珍大光、ギルブラッカー[要出典] 役
  - ブルースワット（1994年 - 1995年） - レジスタンス（第24話）、ワジワジ（第35話）、ギルガビジョンのコマンドー（第43話） 役
  - 重甲ビーファイター（1995年 - 1996年） - ブルービート（アップ）[4]、ブラックビート[4]、シャドー、戦闘メカ・ハンマコング（スーツアクター[要出典]・声） 役
  - ビーファイターカブト（1996年 - 1997年） - 猛毒鎧将デスコーピオン[4] 役
  - ビーロボカブタック（1997年 -1998年） - 格闘ロボット（第17話） 役
- パワーレンジャー（1994年、フォックス放送） - レッドレンジャー 役（日本追加撮影部分）
- 超光戦士シャンゼリオン（1996年、テレビ東京） - シャンゼリオン[4][35]、教官 役
- 燃えろ!!ロボコン（2000年、テレビ朝日） - 若者（第50話） 役
- 時空警察ヴェッカーD-02（2002年、テレビ朝日） - ズヴェーリア 役

#### テレビスペシャル
- 仮面ライダーシリーズ（テレビ朝日）
  - 仮面ライダーアギトスペシャル 新たなる変身（2001年） - 仮面ライダーG3・MILD[13] 役
  - 仮面ライダー龍騎スペシャル 13RIDERS（2002年） - 仮面ライダーリュウガ[39]、仮面ライダーナイト（ベルデ擬態）[13][40]、仮面ライダー王蛇[3]、仮面ライダーインペラー（テレビスペシャル）[56] 役
  - 仮面ライダーG（2009年） - フィロキセラワーム 役

### バラエティ
- ウッチャンナンチャンの誰かがやらねば!（1990年、フジテレビ） - 「ウッチー・チェン」シリーズの刺客 役
- 第43回NHK紅白歌合戦（1992年、NHK） - 仮面ライダーZO 役
- UNNAN世界征服宣言（1993年、日本テレビ） - 「内村光良・川を征服」の指導
- ウッチャンウリウリ!ナンチャンナリナリ!!（1995年、日本テレビ） - シャドーマン役のほか、「役者バカそれゆけデニーロさん」では内村に階段落ちを伝授
- 第49回NHK紅白歌合戦（1998年、NHK） - 仮面ライダーBLACK RX 役
- 8時だJ（1999年、テレビ朝日）
- フルーツサンデー ～スーパー・ドゥーパー地球時間～（2000年、NHK-BS2）
- 笑っていいとも 「有名人今日が初体験」萩原流行編（2000年、フジテレビ）
- ふたりのビッグショー 「宮本信子&布施明 異色対決! 歌と芝居の大一番」（2001年、NHK）
- フルーツサンデー（2001年 - 2002年、NHK-BS2） - 忍者 役
- めちゃ×2イケてるッ!（2001年、フジテレビ）
- 笑う犬の発見 黄金ナット（2001年、フジテレビ）
- ザ!世界仰天ニュース（2002年、日本テレビ） - 三億円強盗犯吹き替え
- ためしてガッテン（2006年、NHK） - 仮面ライダー 役
- 日曜もアメトーーク! 「スーパー戦隊芸人」（2017年7月30日、テレビ朝日）
- ドラマ10がさらに楽しくなる！純烈の熱いぜ！トクサツ（2019年1月7日、NHK-G）[57]

### 映画
- いつかギラギラする日（1992年、松竹）
- リゾート・トゥ・キル（1993年） - 忍者 役
- 写楽（1994年、松竹） - 玉屋の男衆 役
- ヤマトタケル（1994年、東宝） - 髙嶋政宏吹き替え
- 人造人間ハカイダー（1995年、東映） - ハカイダー 役
- 劇場版 重甲ビーファイター（1995年、東映）
- DREAM MAKER（1999年、東映） - レッドヒート・モーションプレイヤー
- 梟の城（1999年、東宝） - 中井貴一吹き替え
- メッセンジャー（1999年、東宝） - 青木伸輔吹き替え
- 宣戦布告（2000年、東映） - 神野剛 役
- ナトゥ 踊る!ニンジャ伝説（2000年、日本ヘラルド）
- 真夜中まで（2001年、松竹） - スタント
- 陰陽師（2001年、東宝） - 検非違使 役
- 陰陽師II（2003年、東宝） - 検非違使 役
- 椿三十郎（2007年、東宝） - 侍 役
- セイバー+ゼンカイジャー スーパーヒーロー戦記（2021年、東映） - 仮面ライダーバスター[58]、キンタロス 役[59]
- 仮面ライダーシリーズ（東映）
  - 仮面ライダーBLACK 鬼ヶ島へ急行せよ（1988年） - 仮面ライダーBLACK 役
  - 仮面ライダーBLACK 恐怖!悪魔峠の怪人館（1988年） - 仮面ライダーBLACK 役
  - 仮面ライダー世界に駆ける（1989年） - 仮面ライダーBLACK[13] / 仮面ライダーBLACK RX[13] 役
  - 仮面ライダーZO（1993年） - 仮面ライダーZO[4][60][38][35]、ドラス（一部[注釈 2]）[61][60] 役
  - 仮面ライダーJ（1994年） - 仮面ライダーJ[60][35] 役
  - 劇場版 仮面ライダーアギト PROJECT G4（2001年） - 仮面ライダーG4[2][4][35]、アントロード フォルミカ・ペデス 役
  - 劇場版 仮面ライダー龍騎 EPISODE FINAL（2002年） - 仮面ライダー王蛇[13]、仮面ライダーリュウガ[38][35] 役
  - 劇場版 仮面ライダー剣 MISSING ACE（2004年） - 仮面ライダーレンゲル[13]、イーグルアンデッド[62]、アルビローチ[62] 役
  - 劇場版 仮面ライダー響鬼と7人の戦鬼（2005年） - 火焔大将[13] 役
  - 劇場版 仮面ライダーカブト GOD SPEED LOVE（2006年） - 仮面ライダーコーカサス[4] 役
  - 劇場版 仮面ライダー電王 俺、誕生!（2007年） - キンタロス 役
  - モモタロスのなつやすみ（2007年） - キンタロス 役
  - 劇場版 仮面ライダー電王&キバ クライマックス刑事（2008年） - キンタロス、ネガタロス / 仮面ライダーネガ電王 役
  - 劇場版 仮面ライダーキバ 魔界城の王（2008年） - 仮面ライダーイクサ、ガルル、救急隊員[63] 役
  - 劇場版 さらば仮面ライダー電王 ファイナル・カウントダウン（2008年） - 仮面ライダー電王アックスフォーム / キンタロス 役
  - 劇場版 超・仮面ライダー電王&ディケイド NEOジェネレーションズ 鬼ヶ島の戦艦（2009年） - 武士、キンタロス[4]、ゴルドラ[4]、仮面ライダー電王アックスフォーム、仮面ライダーコーカサス[4] 役
  - 劇場版 仮面ライダーディケイド オールライダー対大ショッカー（2009年） - 仮面ライダーBLACK[4]、仮面ライダーBLACK RX[4]、仮面ライダーイクサ、仮面ライダーストロンガー[4]、仮面ライダースーパー1、仮面ライダーZX[4]、仮面ライダーJ、仮面ライダー王蛇、シャドームーン、イカデビル 役ほか[2]
  - 仮面ライダー×仮面ライダー W&ディケイド MOVIE大戦2010（2009年） - 仮面ライダーJ、ドラス、マスカレイド・ドーパント、アルティメットD 役
  - 仮面ライダー×仮面ライダー×仮面ライダー THE MOVIE 超・電王トリロジー（2010年、東映） - キンタロス 役
    - EPISODE RED ゼロのスタートウィンクル
    - EPISODE BLUE 派遣イマジンはNEWトラル
    - EPISODE YELLOW お宝DEエンド・パイレーツ

  - オーズ・電王・オールライダー レッツゴー仮面ライダー（2011年、東映） - キンタロス 役
  - 仮面ライダー×仮面ライダー フォーゼ&オーズ MOVIE大戦MEGA MAX（2011年、東映） - 超銀河王 役
  - 仮面ライダー×仮面ライダー ゴースト&ドライブ 超MOVIE大戦ジェネシス（2015年） - ダヴィンチ眼魔[64] 役
  - 仮面ライダー1号（2016年） - 仮面ライダー1号[65] 役
  - 仮面ライダー平成ジェネレーションズ Dr.パックマン対エグゼイド&ゴーストwithレジェンドライダー（2016年）
  - 平成仮面ライダー20作記念 仮面ライダー平成ジェネレーションズ FOREVER（2018年）
  - 仮面ライダー電王 プリティ電王とうじょう!（2020年）[66] - キンタロス[67]
  - 劇場短編 仮面ライダーセイバー 不死鳥の剣士と破滅の本（2020年）[68]
  - 仮面ライダー ビヨンド・ジェネレーションズ（2021年）
  - 仮面ライダーギーツ×リバイス MOVIEバトルロワイヤル（2022年） - 仮面ライダー王蛇 役[69]
- スーパー戦隊シリーズ（東映）
  - 魔法戦隊マジレンジャー THE MOVIE インフェルシアの花嫁（2005年） - マジシャイン[13]、トラベリオン[要出典] 役
  - 轟轟戦隊ボウケンジャー THE MOVIE 最強のプレシャス（2006年） - ダイボウケン[13]、アルティメットダイボウケン、ボウケンシルバー、闇のヤイバ、創造王リュウオーン[要出典] 役
  - 劇場版 炎神戦隊ゴーオンジャーVSゲキレンジャー（2009年） - 黒獅子リオ[要出典] 役
  - 侍戦隊シンケンジャー 銀幕版 天下分け目の戦（2009年） - シンケンゴールド[4] 役
  - 侍戦隊シンケンジャーVSゴーオンジャー 銀幕BANG!!（2010年） - シンケンゴールド[13]、ダイカイオー[要出典] 役
  - 天装戦隊ゴセイジャー エピックON THEムービー（2010年） - ゴセイナイト 役
  - 天装戦隊ゴセイジャーVSシンケンジャー エピックon銀幕（2011年） - ゴセイナイト[26]、シンケンゴールド[26]、ダイカイシンケンオー[要出典] 役
  - ゴーカイジャー ゴセイジャー スーパー戦隊199ヒーロー大決戦（2011年） - ゴセイナイト、特務士官バリゾーグ、ヨゴシマクリタイン[70]、ギンガブルー[71]、シンケンゴールド[72] 役
  - 海賊戦隊ゴーカイジャー THE MOVIE 空飛ぶ幽霊船（2011年） - バリゾーグ[要出典] 役
  - 海賊戦隊ゴーカイジャーVS宇宙刑事ギャバン THE MOVIE（2012年）
  - 特命戦隊ゴーバスターズ THE MOVIE 東京エネタワーを守れ!（2012年） - ゴリサキ・バナナ[73] 役
  - 特命戦隊ゴーバスターズVS海賊戦隊ゴーカイジャー THE MOVIE（2013年）
  - 劇場版 獣電戦隊キョウリュウジャー ガブリンチョ・オブ・ミュージック（2013年）
  - 獣電戦隊キョウリュウジャーVSゴーバスターズ 恐竜大決戦! さらば永遠の友よ（2014年） - 賢神トリン[74] 役
  - 烈車戦隊トッキュウジャー THE MOVIE ギャラクシーラインSOS（2014年）
  - 烈車戦隊トッキュウジャーVSキョウリュウジャー THE MOVIE（2015年）
  - 手裏剣戦隊ニンニンジャーVSトッキュウジャー THE MOVIE 忍者・イン・ワンダーランド（2016年） - 風魔小太郎[75]、石川シュバルツ五右衛門[76] 役
  - 劇場版 動物戦隊ジュウオウジャー ドキドキサーカスパニック!（2016年） - ドミドル[77] 役
  - 劇場版 動物戦隊ジュウオウジャーVSニンニンジャー 未来からのメッセージ from スーパー戦隊（2017年）
  - 宇宙戦隊キュウレンジャー THE MOVIE ゲース・インダベーの逆襲（2017年） - オウシブラック[78] 役
  - 騎士竜戦隊リュウソウジャー THE MOVIE タイムスリップ!恐竜パニック!!（2019年）[79] - 始祖マイナソー[80]
- スーパーヒーロー大戦シリーズ（東映）
  - 仮面ライダー×スーパー戦隊 スーパーヒーロー大戦（2012年） - キンタロス、アクドス・ギル[3]、仮面ライダーBLACK RX[81] 役
  - 平成ライダー対昭和ライダー 仮面ライダー大戦 feat.スーパー戦隊（2014年） - 漁師マサ 役
  - スーパーヒーロー大戦GP 仮面ライダー3号（2015年） - 仮面ライダーBLACK RX[82]、仮面ライダーレンゲル[82] 役
  - 仮面ライダー×スーパー戦隊 超スーパーヒーロー大戦（2017年） - オウシブラック 役

### オリジナルビデオ
- 仮面ライダーシリーズ
  - 真・仮面ライダー 序章（1992年、東映ビデオ） - 仮面ライダーシン[4][60][35]、改造兵士レベル3[60] 役
  - 仮面ライダー龍騎 ハイパーバトルビデオ 龍騎vs仮面ライダーアギト（2002年） - 仮面ライダー王蛇[83] 役
  - 仮面ライダー555 ハイパーバトルビデオ（2003年） - フロッグオルフェノク（ハイパーバトルビデオ）[84]
  - 仮面ライダー電王 超バトルDVD 〜うたって、おどって、大とっくん!!〜（2007年） - キンタロス 役
  - 仮面ライダーキバ アドベンチャーバトルDVD 〜キミもキバになろう〜（2008年） - 仮面ライダーイクサ 役
  - ドライブサーガ 仮面ライダーチェイサー（2016年） - ハートロイミュード[64]
  - てれびくん超バトルDVD 仮面ライダーゴースト 真相！英雄眼魂のひみつ！（2016年）
  - てれびくん超バトルDVD 仮面ライダーエグゼイド [裏技]仮面ライダーパラドクス（2017年）
  - てれびくん超バトルDVD 仮面ライダーギーツ どやさ!? 男だらけのデザイアグランプリ 王蛇はオレだー!!（2023年） - 仮面ライダー王蛇[85]
- スーパー戦隊シリーズ
  - 超力戦隊オーレンジャー オーレVSカクレンジャー（1996年） - ニンジャレッド役[86]
  - 電磁戦隊メガレンジャーVSカーレンジャー（1998年） - メガブラック[要出典]
  - 星獣戦隊ギンガマンVSメガレンジャー（1999年） - メガブラック、ギンガブルー、ギンガリラ、超装光ギンガイオー、ゼイハブ船長[要出典] 役
  - 救急戦隊ゴーゴーファイブVSギンガマン（2000年） - ギンガブルー、ギンガリラ、超装光ギンガイオー[要出典] 役
  - 百獣戦隊ガオレンジャーVSスーパー戦隊（2001年） - ギンガブルー[要出典] 役
  - 爆竜戦隊アバレンジャーVSハリケンジャー（2004年） - アバレブラック[要出典]、ダイノアースの「時の賢者」 役
  - 特捜戦隊デカレンジャーVSアバレンジャー（2005年） - アバレブラック（一部）[要出典] 役
  - 魔法戦隊マジレンジャー スペシャルDVD 大公開!黄金グリップフォンの超魔法〜ゴル・ゴール・ゴー・ゴー〜（2005年） - マジシャイン 役
  - 魔法戦隊マジレンジャーVSデカレンジャー（2006年） - デカマスター[87]、マジシャイン、トラベリオン[要出典] 役
  - 轟轟戦隊ボウケンジャーVSスーパー戦隊（2007年） - アルティメットダイボウケン、ボウケンシルバー、天空勇者マジシャイン[要出典] 役
  - 獣拳戦隊ゲキレンジャーVSボウケンジャー（2008年） - アルティメットダイボウケン、ボウケンシルバー[要出典] 役
  - 侍戦隊シンケンジャー スペシャルDVD 光侍驚変身（2009年） - シンケンゴールド 役
  - 帰ってきた侍戦隊シンケンジャー 特別幕（2010年） - シンケンゴールド[要出典] 役
  - 天装戦隊ゴセイジャー ガッチャ☆ミラクル!総集編!!（2010年） - ゴセイナイト 役
  - 帰ってきた天装戦隊ゴセイジャー last epic（2011年） - ゴセイナイト[88]、銀行強盗 役
  - 海賊戦隊ゴーカイジャー キンキンに!ド派手に行くぜ!36段ゴーカイチェンジ!!（2011年） - バリゾーグ 役
  - 帰ってきた特命戦隊ゴーバスターズVS動物戦隊ゴーバスターズ（2013年） - ゴリサキ・バナナ[要出典] 役
  - 帰ってきた獣電戦隊キョウリュウジャー 100 YEARS AFTER（2014年） - 賢神トリン[29] 役
  - 烈車戦隊トッキュウジャー さらばチケットくん! 荒野の超トッキュウバトル!!（2014年）
  - 行って帰ってきた烈車戦隊トッキュウジャー 夢の超トッキュウ7号（2015年） - クローズ[89] 役
  - 帰ってきた手裏剣戦隊ニンニンジャー ニンニンガールズVSボーイズ FINAL WARS（2016年）
  - 宇宙戦隊キュウレンジャー Episode of スティンガー（2017年）
  - 宇宙戦隊キュウレンジャーVSスペース・スクワッド（2018年） - チャンプ[90]
  - 炎神戦隊ゴーオンジャー 10 YEARS GRANDPRIX（2018年）
- 超忍者隊イナズマ!（2006年、東映） - 毒守宮 / ムシゴン 役
- バトル&バトル クローンカプセル  - ヤスオ 役

### 演劇
- 1984年
  - 第3回 JAC公演「ゆかいな海賊大冒険」（新宿コマ劇場）
- 1985年
  - 第4回 JAC公演「酔いどれ公爵」（新宿コマ劇場） - バイオリン弾き 役
  - 電撃戦隊チェンジマンショー（後楽園遊園地） - ヒドラー兵 役[4]
- 1986年
  - JAC公演「スタントマン愛の物語・青春の出発」（新宿コマ劇場）
  - 超新星フラッシュマンショー（後楽園遊園地） - 怪人 役[91]
- 1987年
  - 光戦隊マスクマンショー（後楽園遊園地） - レッドマスク 役（1期 / 2期）[4]
- 1990年
  - 幕末純情伝 〜黄金マイクの謎〜（パルコ劇場） - 岩倉具視 役
  - 飛龍伝'90 〜殺戮の秋〜（銀座セゾン劇場） - 岡元 役
  - Black JAC公演「TOKYO家族」
- 1993年
  - 東映大泉シネファンタジー 93'ルナファンタジー（東映） - 仮面ライダーZO 役
- 1995年
  - 新歌舞伎座 スーパーヒーローフェスティバル'95（新歌舞伎座 (大阪)） - 仮面ライダーJ 役
- 1999年
  - JAC Vol.3「HIJIKATA 〜新撰組異聞〜」（東京グローブ座） - 斎藤一 役
- 2000年
  - ウリナリ!! ナトゥ LIVE ON STAGE （よこすか芸術劇場）
  - THE TOUR OF Misia 2001 （各地公演） - ホワイトドリーマー 役
  - ★☆北区つかこうへい劇団「蒲田行進曲」（近鉄劇場他）
  - ★☆北区つかこうへい劇団「蒲田行進曲完結編 銀ちゃんが逝く」（各地公演） - 花菱万太（中堅映画男優） 役
  - JAC Vol. 4「TOKYO・2050」（東京グローブ座） - 岡野ジロー（傭兵） 役
- 2001年
  - JAE Presents「忍伝 -Tsurugi-」（東京グローブ座） - 兵 役
  - JAE Presents「神風 -Kamikaze-」（東京グローブ座） - 中島飛行長 役
- 2003年
  - 忍風戦隊ハリケンジャーショー（後楽園スカイシアター） - 烈火 役（Wキャスト：横山一敏）
  - ミュージカル 天翔ける風に（東京芸術劇場他） - 藩士 役
  - ★☆北区つかこうへい劇団 千円劇場「熱海殺人事件 〜蛍が帰って来る日〜」（滝野川会館他） - 熊田留吉刑事 役
  - ★☆北区つかこうへい劇団 千円劇場「熱海殺人事件 〜平壌から来た女刑事〜」（滝野川会館他） - 熊田留吉刑事 役
  - つかこうへいダブルス2003「飛龍伝」（青山劇場他） - 第3機動隊隊長・味沢次郎 役
- 2010年
  - JAE Presents「白鎧亜 -HAKUGAIA-」 - 日替わり出演「天と地」 および トーク
- 2018年
  - 「新・幕末純情伝」FAKE NEWS（7月7日 - 30日、紀伊國屋ホール） - 浪士 役

### CM
- アリナミン EX（1999年） - 東山紀之吹き替え
- 参天製薬「サンテ・アイエッセンス」（1999年）
- サントリー「マグナムドライ」（1999年） - 透明人間 役
- DDI セルラー（1999年） - 謎の男 役
- ASKUL（2000年）
- サントリー「BOSS BLACK」『アイツはB.B編』（2000年） - 山西道弘、マフィア部下 役
- アメリカンホームダイレクト「月光仮面プラス保険編」（2001年） - サタン 役
- ジャスコ「イオンフリース」（2001年）
- NTTDoCoMo2001iモード「ヒーロー篇」（2001年） - サイバーレッド 役
- NTTドコモ「カラバリンシリーズ」（2001年） - オーシャンブルー 役
- 丸美屋「麻婆豆腐の素」（2001年）

### CD
- J-MEN 『限界revolution / Believe 〜君は君のままで〜』（2010年）

### PV
- Misia『ESCAPE』（2000年、BMGジャパン） - Black Dreamer 役
- 『関東裸会三羽烏』（2001年、アリスタ・ジャパン）
- POLYSICS『ドモアリガトミスターロボット』（2002年、Ki/oon Records） - ロボット 役
- 『Climax Jump DENLIER form』（2007年、エイベックス） - キンタロス 役
- 『Double-Action Climax form』（2008年、エイベックス） - キンタロス 役
- 『Climax Jump Ax form』（2008年、エイベックス） - キンタロス 役

### 書籍
- JAC『酔いどれ侯爵』写真集（1985年）
- JAE『JAE NAKED HERO』（2010年）

### ゲーム
- 人造人間ハカイダー -ラストジャッジメント-（1996年、セガサターン） - ハカイダー
- DEAD OR ALIVE 2（1999年、TECMO） - "ジャン・リー" モーションプレイヤー
- 天誅2（1999年、ソニー・ミュージック） - モーションプレイヤー
- タイムクライシス プロジェクトタイタン（2001年、ナムコ） - スワット隊
- NINJA GAIDEN（2003年、TECMO） - "リュウ・ハヤブサ" モーションプレイヤー
- ファイナルファンタジーXIII（2009年） - モーションプレイヤー

### ネットムービー
- 仮面ライダーシリーズ（東映）
  - ネット版 仮面ライダーディケイド オールライダー超スピンオフ（2009年） - 仮面ライダーストロンガー、仮面ライダーシン、仮面ライダーZX、仮面ライダーブレイド、仮面ライダーBLACK、仮面ライダー王蛇 、本人 役
  - ネット版 仮面ライダー×スーパー戦隊 スーパーヒーロー大変 〜犯人はダレだ?!〜（2012年、東映） - 仮面ライダー1号、ゴリサキ・バナナ 役
  - 仮面ライダーゴースト 伝説!ライダーの魂!（2016年）
  - 仮面ライダージオウ スピンオフ PART2『RIDER TIME 仮面ライダー龍騎』（2019年） - 仮面ライダー王蛇[92]
  - 仮面ライダーセイバー スピンオフ 剣士列伝 an episode of 仮面ライダースラッシュ&バスター（2020年）
  - 仮面ライダーアウトサイダーズ（2023年） - 仮面ライダー王蛇[93][94]
- スーパー戦隊シリーズ（東映）
  - 獣電戦隊キョウリュウジャーブレイブ（2017年）
  - from Episode of スティンガー 宇宙戦隊キュウレンジャー ハイスクールウォーズ（2017年）
- 有吉弘行の脱ぬるま湯大作戦 シーズン1〜火薬と遊園地〜（2018年、Amazon Prime Video） - アクションクルー

### イベント
- パワーレンジャーショー in 台湾（1999年）
- 仮面ライダー世紀の大決戦 スタントアクションショー（1999年、日本ランド） - ダークサイバー 役
- JAC Presents「Good-by 20th/Last X'Mas」（2000年）
- パチスロ機「トゥームレイダー」（2006年、品川プリンスホテル） - ギャング 役
- 次郎祭（2007年 - ） - メイン
- JAE Presents「俺たち参上!!」（2009年） - メインキャスト
- JAE Presents「俺たち参上!!VS ?!!」（2010年）
- JAE NAKED LIVE「がんばろう 日本！」（2011年）
- JAE "春"プレミアムイベント ~Jump Up!~（2016年）